# Мохунь Ігор Іванович
Ігор Іванович Мохунь (нар. 1954 р.) — український учений в галузі сингулярної оптики. Доктор фізико-математичних наук, професор. Академік АН ВШ України з 2008 р.
Народився в м. Чернівці. У 1976 р. закінчив фізичний факультет Чернівецького університету. Кандидатську дисертацію захистив у 1986 р., докторську — у 2000 р. Нині професор кафедри кореляційної оптики Чернівецького національного університету ім. Ю. Федьковича, директор центру перспективних оптичних технологій.

## Наукова діяльність
Коло наукових інтересів охоплює такі напрямки:
- сингулярна оптика,
- статистична когерентна оптика,
- оптична обробка інформації,
- голографія.

Автор понад 170 наукових публікацій, з яких 2 монографії.
Під його керівництвом захищено 6 кандидатських дисертацій.
Голова загально-технічного відділення західноукраїнського регіонального центру АН ВШУ, віце-президент Українського товариства фундаментальної і прикладної оптики — регіонального відділення Європейського оптичного товариства (EOS), виконавчий директор Українського відділення міжнародної комісії з оптики (ICO), член Американського оптичного товариства (OSA). Неодноразово входив у програмні і організаційні комітети чиселенних міжнародних конференцій з оптики, запрошувався як запрошений доповідач. Член спеціалізованої вченої ради із захисту докторських та кандидатських дисертацій за спеціальністю оптика, лазерна фізика.

## Відзнаки
- За значний внесок в розвиток сучасної оптики нагороджений медаллю ім. С. Вавилова Російського оптичного товариства ім. Рождественського.
- Лауреат Державної премії України в галузі науки і техніки (2020)[1].